# Fucophycidae
A Fucophycidae a barnamoszatok (Phaeophyceae) alosztálya, benne a legkomplexebb és legfejlettebb algarendekkel. Tagjai számos morfológiai formával rendelkezik váltakozó növekedéssel és primer heteromorf, néha szekunder izo- vagy szubizomorf életciklussal.

## Történet
Thomas Cavalier-Smith írta le 1986-ban mint a Phaeophycidae testvéralosztályát a Phaeophycea osztályban.

## Életmód
Közel izogám (például az Ectocarpus), anizogám (például az Asterocladales rend) vagy oogám (például a Fucales) algák elsődlegesen heteromorf vagy másodlagosan izo- vagy szubizomorf életciklussal. A legtöbb barnamoszathoz hasonlóan diploid sporofita és haploid gametofita váltakozása történik. Az Ectocarpales 750 fajának nagy részét izogámnak tekintik, de ezek egy részében kismértékű anizogámia található, például az Ectocarpus női ivarsejtjei kissé nagyobbak, valamint e rendben gyakori az ivartalan szaporodás.
A Fucales életciklusa diplonta.
A Fucales és a Chordales C:N-aránya magas.:2401

## Genetika
Körkörös mitokondriális genomjuk általában 30–40 000 bp hosszú, ebből 24–30 000 gének része, GC-tartalmuk 32–37%. Kloroplasztiszgenomjuk 126–140 000 bp, ezek méretkülönbsége összefügg a filogenetikai kapcsolattal.
Két erősen állandósult átfedő régiójuk van mitokondriális genomjukban, ez az rps8 és az rpl6 közt átfedő ATGA és a cox2 és a nad4 közt átfedő ATGCTCTTAA, míg a Dictyotophycidae csoport Dictyota dichotoma fajában az rps8–rpl6 átfedés 7 bp (GTGGTAA), és nincs cox2–nad4 átfedés.

## Csoportok
Az alábbi csoportok tartoznak ide:
- Subclassis Fucophycidae Cavalier-Smith 1986
  - Ordo Ascoseirales Petrov 1964 emend. Moe et Henry 1982
    - Familia Ascoseiraceae Skottsberg 1907

  - Ordo Asterocladales T. Silberfeld et al. 2011
    - Familia Asterocladaceae Silberfeld et al. 2011

  - Ordo Desmarestiales Setchell et Gardner 1925
    - Familia Arthrocladiaceae Chauvin 1842
    - Familia Desmarestiaceae (Thuret) Kjellman 1880

  - Ordo Ectocarpales Bessey 1907 emend. Rousseau et Reviers 1999a [Chordariales Setchell et Gardner 1925; Dictyosiphonales Setchell et Gardner 1925; Scytosiphonales Feldmann 1949]
    - Familia Acinetosporaceae Hamel ex Feldmann 1937 [Pylaiellaceae; Pilayellaceae]
    - Familia Adenocystaceae Rousseau et al. 2000 emend. Silberfeld et al. 2011 [Chordariopsidaceae]
    - Familia Chordariaceae Greville 1830 emend. Peters et Ramírez 2001 [Myrionemataceae]
    - Familia Ectocarpaceae Agardh 1828 emend. Silberfeld et al. 2011
    - Familia Petrospongiaceae Racault et al. 2009
    - Familia Scytosiphonaceae Ardissone et Straforello 1877 [Chnoosporaceae Setchell et Gardner 1925]

  - Ordo Fucales Bory de Saint-Vincent 1827 [Notheiales Womersley 1987; Durvillaeales Petrov 1965]
    - Familia Bifurcariopsidaceae Cho et al. 2006
    - Familia Durvillaeaceae (Oltmanns) De Toni 1891
    - Familia Fucaceae Adanson 1763
    - Familia Himanthaliaceae (Kjellman) De Toni 1891
    - Familia Hormosiraceae Fritsch 1945
    - Familia Notheiaceae Schmidt 1938
    - Familia Sargassaceae Kützing 1843 [Cystoseiraceae De Toni 1891]
    - Familia Seirococcaceae Nizamuddin 1987
    - Familia Xiphophoraceae Cho et al. 2006

  - Ordo Laminariales Migula 1909 [Phaeosiphoniellales Silberfeld, Rousseau et Reviers 2014 ord. nov. prop.]
    - Familia Agaraceae Postels et Ruprecht 1840 [Costariaceae]
    - Familia Akkesiphycaceae Kawai et Sasaki 2000
    - Familia Alariaceae Setchell et Gardner 1925
    - Familia Aureophycaceae Kawai et Ridgway 2013
    - Familia Chordaceae Dumortier 1822
    - Familia Laminariaceae Bory de Saint-Vincent 1827 [Arthrothamnaceae Petrov 1974]
    - Familia Lessoniaceae Setchell et Gardner 1925
    - Familia Pseudochordaceae Kawai et Kurogi 1985

  - Ordo Nemodermatales Parente et al. 2008
    - Familia Nemodermataceae Kuckuck ex Feldmann 1937

  - Ordo Phaeosiphoniellales Silberfeld, Rousseau et Reviers 2014
    - Familia Phaeosiphoniellaceae Phillips et al. 2008

  - Ordo Ralfsiales Nakamura ex Lim et Kawai 2007
    - Familia Mesosporaceae Tanaka et Chihara 1982
    - Familia Neoralfsiaceae Lim et Kawai 2007
    - Familia Ralfsiaceae Farlow 1881 [Heterochordariaceae Setchell et Gardner 1925]

  - Ordo Scytothamnales Peters et Clayton 1998 emend. Silberfeld et al. 2011
    - Familia Asteronemataceae Silberfeld et al. 2011
    - Familia Bachelotiaceae Silberfeld et al. 2011
    - Familia Splachnidiaceae Mitchell et Whitting 1892 [Scytothamnaceae Womersley 1987]

  - Ordo Sporochnales Sauvageau 1926
    - Familia Sporochnaceae Greville 1830

  - Ordo Tilopteridales Bessey 1907 emend. Phillips et al. 2008 [Cutleriales Bessey 1907]
    - Familia Cutleriaceae Griffith et Henfrey 1856
    - Familia Halosiphonaceae Kawai et Sasaki 2000
    - Familia Phyllariaceae Tilden 1935
    - Familia Stschapoviaceae Kawai 2004
    - Familia Tilopteridaceae Kjellman 1890

## Evolúció
A barnamoszatkoronacsoport-radiáció (BACR) során alakult ki.

## Lehetséges használat
Reaktív oxigén- és nitrogénszármazékok, például szuperoxid, hidroxilgyök vagy nitrogén-monoxid ellen nutraceutikumként használhatók lehetnek egyes fajai például a Sargassaceae családból, valamint gátolhatja az indukálható nitrogén-oxid-szintázt (iNOS) és a ciklooxigenáz-2-t (COX-2).

## Fordítás
Ez a szócikk részben vagy egészben  a   Fucophycidae című angol Wikipédia-szócikk ezen változatának fordításán alapul.  Az eredeti cikk szerkesztőit annak laptörténete sorolja fel. Ez a jelzés csupán a megfogalmazás eredetét és a szerzői jogokat jelzi, nem szolgál a cikkben szereplő információk forrásmegjelöléseként.